# Sumpu
Sumpu is een bestuurslaag in het regentschap Kuantan Singingi van de provincie Riau, Indonesië. Sumpu telt 370 inwoners (volkstelling 2010).